# Philip Claeys
Philip Claeys (* 24. května 1965 Gent) je belgický politik a poslanec Evropského parlamentu.

## Biografie
Philip Claeys vystudoval překladatelství a marketing. V letech 1995 až 2003 byl poslancem vlámského parlamentu za Vlámský Blok a od roku 1999 šéfredaktor jeho časopisu. Od roku 2003 je poslancem Evropského parlamentu, v roce 2004 byl znovu zvolen. Po rozpuštění Vlámského bloku v listopadu 2004 působí v nově utvořené straně Vlámský zájem (Vlaams Belang).
V Evropském parlamentu je členem výboru pro zahraniční záležitosti. Na počátku roku 2007 spoluzaložil parlamentní frakci (skupinu) Identita, tradice, suverenita, jejímž je místopředsedou.